# Bataille de Tertry
Guerre civile des Francs
Batailles
La bataille de Tertry, en juin 687, se déroula sur le territoire de l'actuelle commune de Tertry (Somme), dans le cadre des luttes de clans francs (les faides). Elle vit la victoire de l'Austrasie sur la Neustrie.

## La Gaule franque auVIIesiècle
Pour un article plus général, voir Occident au VIIe siècle.
En 511, les Francs, sous Clovis Ier, avaient conquis presque toute la Gaule, sauf la Bretagne, la Provence, la Burgondie (la Bourgogne et la vallée du Rhône) et la Septimanie (Languedoc). Les fils de Clovis prirent la Burgondie mais luttèrent entre eux ainsi que les générations suivantes, créant 200 ans de chaos et guerres internes. Leur pouvoir faiblit et le pouvoir effectif finit par revenir aux « maires du palais », les rois n'ayant qu'un rôle symbolique.
La Gaule franque était alors divisée en deux royaumes rivaux qui furent souvent en guerre, l'Austrasie au nord-est, capitale Metz, contrôlée par Pépin de Herstal et la Neustrie à l'ouest, capitale Paris et Soissons, sous les ordres de Berchaire, maire du palais du roi mérovingien Thierry III.
Ébroïn était maire du palais de Neustrie en 679 et Pépin de Herstal celui de l'Austrasie. L'Austrasie avait pris un roi sans l'accord d'Ébroïn qui entra en guerre contre eux au nom de Dagobert II.
Pépin de Herstal fut d'abord en difficulté (battu à Laon en 680 puis à Namur). 
En 687, Pépin franchit le fleuve Somme et les marais de l'Omignon pour affronter et vaincre les troupes de Berchaire près de Tertry.

## Conséquences
- Pépin de Herstal n'osa pas s'emparer de la couronne. Il laissa donc le roi de Neustrie qu'il venait de battre sur le trône et prit les titres de Dux et Princeps Francorum - duc et prince des Francs. Les Pippinides prirent ainsi le pouvoir 64 ans avant de pouvoir s’emparer de la couronne.

- Selon Ferdinand Lot, la bataille de Tertry a eu « une portée considérable, une signification durable ». Elle marqua un renversement de tendance dans le conflit qui opposait la Neustrie à l'Austrasie. La victoire changea de camp ; depuis Tertry, l'Austrasie ne fut plus jamais vaincue. La victoire de Pépin de Herstal marqua donc le tournant qui prépara l'avènement des Carolingiens[1].

- À la mort de Berchaire, en octobre 688, Pépin confia la Neustrie à Nordebert.

- Charles Martel, à la bataille de Néry le 14 octobre 719, battit de nouveau la Neustrie de Rainfroi.

## Lieu de mémoire

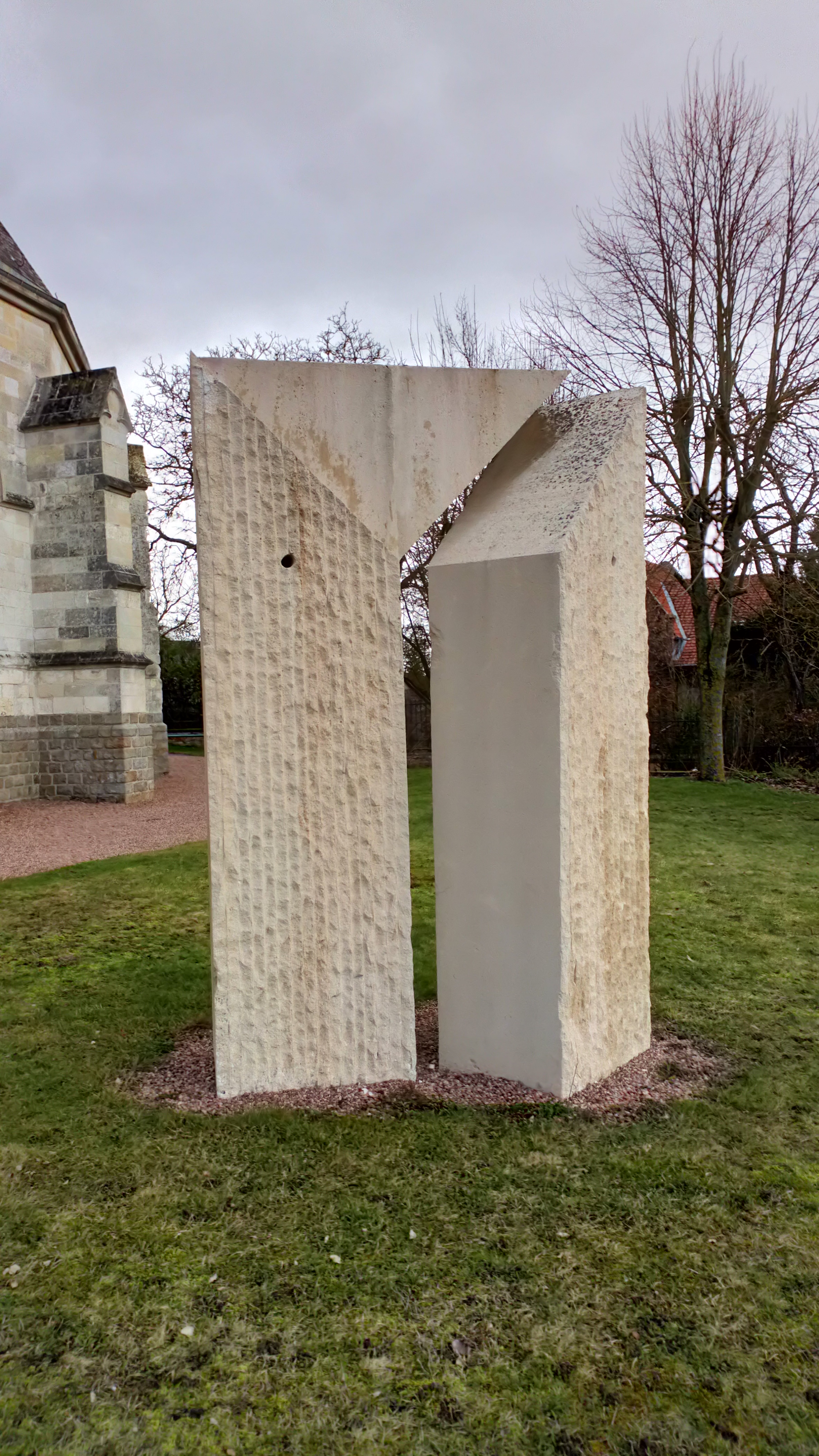

En 1987, un monument rappelant la Bataille de Tertry fut inauguré devant l'église du village. Il se compose de trois blocs de pierres, les deux blocs verticaux soutenant un bloc triangulaire calé entre les sommets pointus des deux autres. Ces trois blocs symboliseraient les trois royaumes francs de l'époque : Austrasie, Burgondie et Neustrie ou la Neustrie et l'Austrasie pour les deux blocs verticaux et la réunion de ces deux royaumes conséquence de cette bataille pour le bloc triangulaire.
Une pierre ronde devant le monument porte cette simple inscription : Tertry 687.

## Pour approfondir